# باريس باركلي
باريس باركلي (بالإنجليزية: Paris Barclay)‏ هو منتج تلفزيوني وكاتب سيناريو ومنتج أفلام ومخرج أمريكي، ولد في 30 يونيو 1956 في شيكاغو هايتس في الولايات المتحدة.

## وصلات خارجية
- باريس باركلي على موقع IMDb (الإنجليزية)
- باريس باركلي على موقع ألو سيني (الفرنسية)
- باريس باركلي على موقع أول موفي (الإنجليزية)
- باريس باركلي على موقع قاعدة بيانات الأفلام السويدية (السويدية)
- باريس باركلي على موقع قاعدة بيانات الفيلم (الإنجليزية)
- باريس باركلي على موقع كينوبويسك (الروسية)